# Csolnok
Csolnok è un comune dell'Ungheria di 3.550 abitanti (dati 2001). È situato nella contea di Komárom-Esztergom, nell'Ungheria settentrionale.